# Eusebio Ayala (Paraguay)
Eusebio Ayala es uno de los distritos del Departamento de Cordillera. Se encuentra aproximadamente a 72 km de la ciudad de Asunción. Fue fundada por el gobernador Carlos Morphi en el año 1770 con el nombre de Barrero Grande. Antiguamente se conocía como San Roque y Barrero Grande.

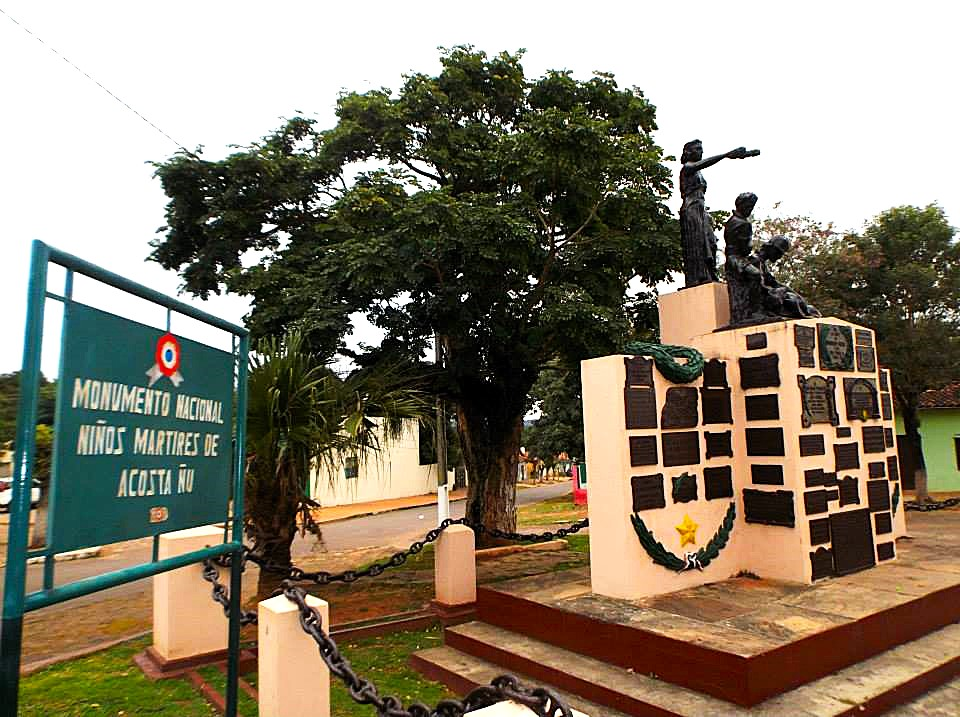
Monumento a los Niños Mártires de Acosta Ñu (Eusebio Ayala).

Esta ciudad se sitúa en la margen derecha del arroyo Piribebuy, siendo eje caminero de donde parten rutas hacia dentro y fuera del departamento. Es muy conocida por ser la cuna del célebre chipá Barrero y por estar ubicada junto a los campos de Acosta Ñú, donde se inmolaron niños en una batalla durante la Guerra contra la Triple Alianza (1865 al 1870).

## Historia
La batalla de Acosta Ñu se desarrolló el 16 de agosto de 1869. El ejército paraguayo compuesto por 3500 niños que por más de 6 horas enfrentó a 20.000 hombres del ejército aliado. Por la masacre producida en ese episodio, ese día se conmemora como el día del niño en Paraguay.

## Geografía
El distrito de Eusebio Ayala, está situado hacia el centro sur del departamento de Cordillera. Limita al norte con Tobatí e Isla Pucú, al sur con Piribebuy e Itacurubí de la Cordillera, al este con Isla Pucú y Santa Elena; y al oeste con Tobatí, Caacupé y Piribebuy.

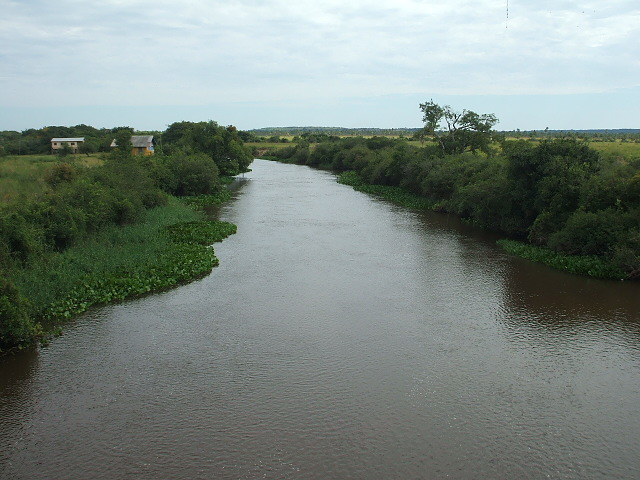
Arroyo.

Está regada por las aguas de los siguientes arroyos: Tacuatí, Ropé, Yuquyry, Paso Malo y Piribebuy, que conjuntamente con el Arroyo Rope forman un salto.

## Clima
Predomina un clima seco y templado, con una temperatura media de 22 °C, una mínima de 3 °C, y una máxima de 40 °C. La cantidad de lluvia caída en el año alcanza de 1.536 mm, dando un término medio de 153 mm por mes. Los meses de junio y agosto son los meses de menor lluvia.

## Demografía
La tasa de crecimiento poblacional no ha sufrido mayores cambios en los últimos años. De acuerdo a datos oficiales del censo paraguayo de 2022 su población total actual es de 19 334 habitantes, con una ligera predominancia de varones. Haciendo una relación con la población total del distrito se puede observar que el 56,05 % de la población se encuentra asentada en la zona rural.
Actualmente el distrito de Eusebio Ayala cuenta con 22 compañías. Éstas están ordenadas por orden alfabético, ya que con precisión no se puede determinar las fechas fundacionales de las distintas compañías: Acosta Ñu I, Acosta Ñu II, Aguaity, Boquerón I, Boquerón II, Ca'undy, Cabañas Cue, Capi'ipe, Capilla Loma I, Capilla Loma II, Cerro Porteño, Colonia Curupayty, Costa, Jhu'ybaty, Isla, Jaula Cué, Potrero el Carmen, Potrero San José, Punta, Rubio Ñu, Tuyucuá y Yacarey.

## Economía

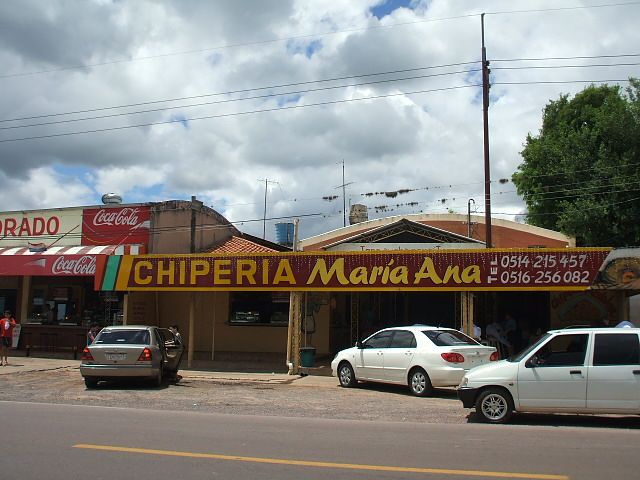
Chipería en Eusebio Ayala.

El distrito de Eusebio Ayala, tiene como principal riqueza la agricultura y la producción de chipá, famosa por su sabor en todo el país. También se dedican a la ganadería, y cuenta con ganado vacuno, porcino, equino y ovino. En relación con la agricultura se tiene el cultivo de maíz, algodón, mandioca, caña de azúcar, tabaco, poroto, yerba mate, café, cítricos, y también cuenta con viñedos.
La industria de Eusebio Ayala se centra en la producción de la tradicional chipá Barrero. Actualmente existen más de medio centenar de microempresas productoras en la ciudad, varios puestos de ventas de este apreciado producto, están ubicados al costado de la Ruta PY02. Además, se puede destacar que en los últimos años, se han instalado como actividad comercial varios curtiembres, los cuales dan sustento a varias familias, principalmente del barrio San Blas.

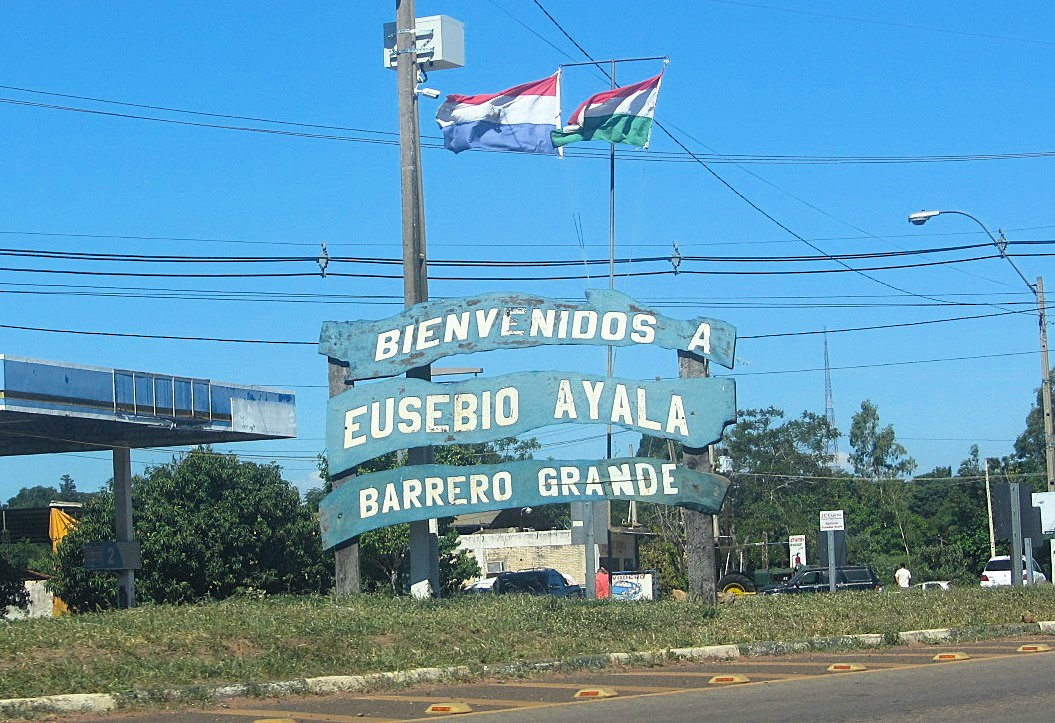
Acceso a Eusebio Ayala por la Ruta PY02.

## Infraestructura
Al distrito de Eusebio Ayala se accede por la ruta internacional II Mariscal José Félix Estigarribia que es la vía más importante, también se accede por la ruta I por el Departamento de Paraguarí.
Sus caminos son accesibles en todo el tiempo, sus carreteras están todas pavimentadas, todas enripiados, terraplenadas, y sus caminos empedrados. En cuanto a los caminos vecinales, los pobladores de sus compañías gozan de buenos tramos para el tránsito vehicular.
Cuenta con instituciones de Educación Superior y de tercer nivel tales como: Instituto de Formación Docente de carácter oficial, Instituto de Formación Docente "Ramón I. Cardozo", Universidad San Carlos, Instituto Superior de Educación "Santo Tomás", entre otros.